# Operation Postmaster
Die Operation Postmaster war ein britisches Kommandounternehmen im Zweiten Weltkrieg gegen vermeintliche Versorgungsschiffe für deutsche U-Boote an der Küste Westafrikas.

## Geschichte
Um die Versorgung von deutschen U-Booten durch Handelsschiffe in neutralen Gewässern an der Küste von Westafrika unmöglich zu machen, wurde im August 1941 von Großbritannien aus ein britisches Kommando nach Westafrika entsandt. Damit keine politischen Verwicklungen mit neutralen Ländern – insbesondere Spanien – verursacht würden, waren die Mitglieder des Kommandos als Zivilisten getarnt. Das Kommando sammelte sich in Freetown, der Hauptstadt der britischen Kolonie Sierra Leone. Dort traf am 20. September 1941 auch die Maid of Honor (Englisch für „Brautjungfer“) ein. Die Maid of Honor war ein ehemaliger Fischtrawler, der 1936 in eine Yacht umgebaut worden war und im März 1941 beschlagnahmt und für eine militärische Aufgabe umgerüstet wurde, unter anderem mit verdeckten Maschinengewehrständen und einem getarnten leichten Geschütz. Der bewaffnete Trawler sollte in seiner Tarnung als Segelschiff mit Motor für Kommandounternehmen an der deutschbesetzten französischen Kanalküste eingesetzt werden. Das Schiff und seine Kommandoeinheit führte bei der britischen Geheimorganisation SOE, die für Spionage und Sabotageunternehmen zuständig war, den Namen Maid of Honor Force. Im Juli 1941 wurde aber entschieden, die Maid-of-Honor-Force für die Suche nach Versorgungsschiffen von deutschen U-Booten an der westafrikanischen Küste einzusetzen.
Mit der Maid of Honor sollte das Kommando die westafrikanische Küste vom Golf von Guinea bis einschließlich Liberia erkunden. Im Oktober 1941 begann das Schiff seine Aufklärungsfahrten. Gegen Ende des Jahres 1941 wurde von der SOE beschlossen, dass die Maid-of-Honor-Force im Golf von Guinea in den Hafen der Stadt Santa Isabel auf der Insel Fernando Po, die zum spanischen Kolonialreich gehörte, eindringen und die dort liegenden deutschen und italienischen Handelsschiffe kapern sollte, um sie so als Versorgungsschiffe für U-Boote auszuschalten. Bei diesen Schiffen handelte es sich um das große italienische Frachtschiff Duchessa d'Aosta und die beiden kleinen deutschen Küstenmotorschiffe Likomba und Bibundi.
Bei der Planung des Unternehmens gegen die Schiffe der Achsenmächte im Hafen von Santa Isabel, das von der SOE den Namen 'Operation Postmaster' bekommen hatte, stellte sich heraus, dass die Maid of Honor für diesen Einsatz ungeeignet war. In Lagos, in der britischen Kolonie Nigeria, fand man die beiden Schlepper Vulcan und Nuneaton, deren Besatzungen sich auch freiwillig für das Kommandounternehmen meldeten, sowie auch einige Mitglieder des 'Nigerian Civil Service'.
Am 11. Januar 1942 verließ die Maid-of-Honor-Force mit ihren zusätzlichen Freiwilligen auf ihren zwei Schleppern Lagos und erreichte Santa Isabel am 14. Januar, kurz vor Mitternacht. Die Vulcan legte an der Duchessa d'Aosta an und die Besatzung des italienischen Schiffes wurde gefangen genommen. Dann wurden die Festmacherleinen der Duchessa d'Aosta gesprengt, worauf die Vulcan das Handelsschiff aus dem Hafen in Internationale Gewässer zog. Die Nuneaton legte an der Likomba an und zog auch die an der Likomba festgemachte Bibundi aus dem Hafen. Mit der Explosion der Sprengladungen an den Festmacherleinen der Duchessa d'Aosta begann ein wildes Flakfeuer der spanischen Hafenverteidigung, die an einen Luftangriff glaubte. Im Dunkel der Nacht nahmen die Spanier das Abschleppen der drei Handelsschiffe nicht wahr, und so kamen die 15-cm-Geschütze der spanischen Küstenartillerie nicht zum Einsatz.
Kurz nach dem erfolgreichen Angriff auf Santa Isabel kehrte die Maid-of-Honor-Force nach England zurück, ließ aber die Maid of Honor in Westafrika zurück, wo sie wieder in einen Trawler umgerüstet wurde; tropische Holzwürmer beschädigten jedoch ihren Holzrumpf und machten sie seeuntüchtig. Die Duchessa d'Aosta wurde als Prise umbenannt in Empire Yukon und ging auf alliierter Seite auf Fahrt. Das Schicksal der beiden deutschen Schiffe ist ungewiss; die Likomba soll am 21. Januar 1943 an Spanien verkauft worden sein.
Die amtlichen britischen Dokumente über die 'Operation Postmaster' waren noch bis zum Jahre 2017 geheim. Die Dokumente sind nur offline verfügbar und können eingesehen werden. Der Ablauf der Ereignisse wurde aus den Aussagen der Beteiligten zusammengestellt.

## Filme über Operation Postmaster
- 2024: The Ministry of Ungentlemanly Warfare, von Guy Ritchie